# Ferrissia walkeri
Ferrissia walkeri is een slakkensoort uit de familie van de Planorbidae. De wetenschappelijke naam van de soort is voor het eerst geldig gepubliceerd in 1907 door Pilsbry & Ferriss.